# Arzawa

Localisation des principaux sites et régions de l'Anatolie hittite

 (juin 2013).
Si vous disposez d'ouvrages ou d'articles de référence ou si vous connaissez des sites web de qualité traitant du thème abordé ici, merci de compléter l'article en donnant les références utiles à sa vérifiabilité et en les liant à la section « Notes et références ».
L'Arzawa (forme ancienne Arzawiya) est une région et un royaume de l'Anatolie occidentale du IIe millénaire av. J.-C. Les historiens distinguent parfois entre les deux, un Arzawa « majeur », la région qui englobe plusieurs entités politiques, dont l'Arzawa « mineur » qui est le royaume d'Arzawa qui a pour capitale Apasa (Éphèse) et tente de rivaliser avec l'empire hittite au XIVe siècle av. J.-C. Les autres royaumes qui font partie de l'Arzawa au sens large sont Mira (ou Mira-Kuwaliya), le Pays de la rivière Seha, Hapalla et Wilusa (Troie ?).
L'histoire de l'Arzawa nous est connue uniquement par des sources externes, provenant essentiellement du royaume voisin des Hittites, qui ont maintes fois combattu dans cette région. La localisation et la délimitation exactes de l'Arzawa sont encore débattues. On le situe dans le sud-ouest de l'Anatolie, entre la Lycie et la Lydie postérieures, ou bien encore plus au nord jusqu'en Troade. Il semble s'être étendu jusqu'à la mer Égée. L'Arzawa est un pays de langue et de culture louvite, comme l'attestent les noms des personnes originaires de ce pays, et le fait qu'on y vénérait des dieux louvites, comme Arma (la Lune) et Tarhunda (le dieu de l'Orage). I. Yakubovich a cependant proposé que l'unification politique des pays d'Arzawa soit l’œuvre de « Proto-Cariens ».
La première attestation historique de l'Arzawa date du règne de Hattushili Ier, qui y conduit une campagne vers 1650 av. J.-C. Profitant de l'affaiblissement du royaume hittite sous le règne de Zidanta I (vers 1550 av. J.-C.), les rois d'Arzawa étendent leur territoire. Quand le royaume hittite redevient une grande puissance, à partir du règne de Tudhaliya Ier, l'Arzawa est pour lui la source de grands troubles, tout comme la région de l'Anatolie occidentale, où les Ahhiyawa (les Achéens ?), commencent sans doute à poser le pied. On apprend qu'un souverain local, vassal des Hittites, Madduwatta, a provoqué le roi de Mira, Kupanta-Kurunta, et que ce dernier l'a vaincu. Les deux finiront par faire la paix plus tard, au grand dam de Tudhaliya I. Tudhaliya II combat à son tour en Arzawa, sans trop de succès. Alors que le Hatti se perd dans des querelles dynastiques, le royaume d'Arzawa (« mineur ») connaît un essor et s'étend en direction du Bas Pays des Hittites, région qui sépare l'Arzawa du cœur de leur empire, le Hatti.  

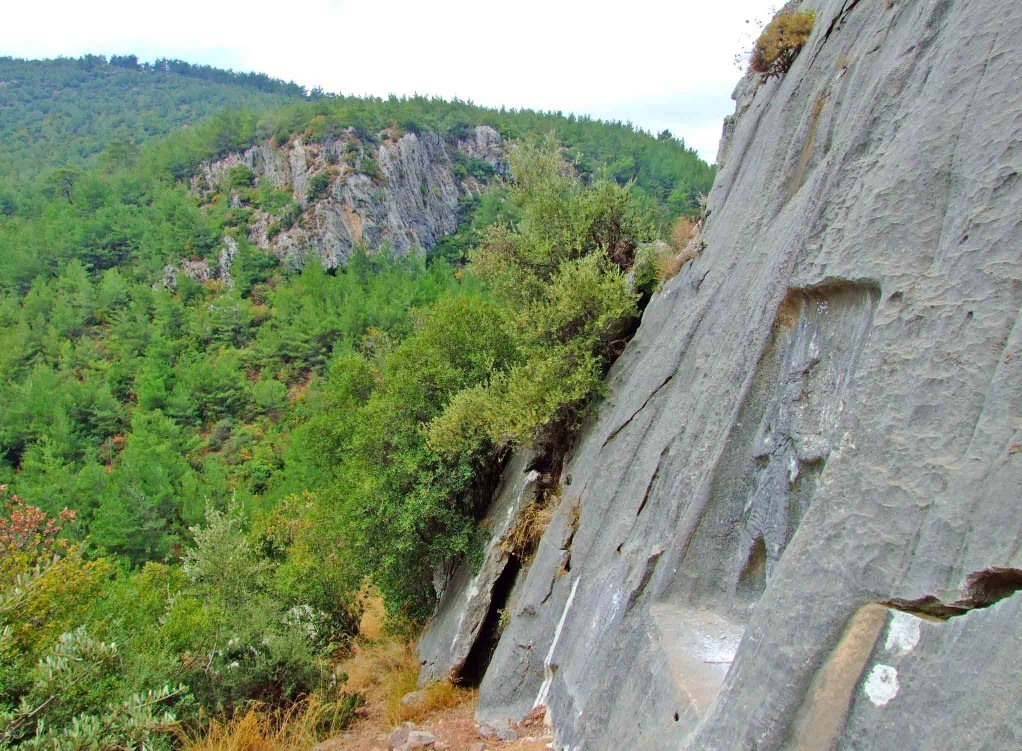
L'inscription sur le monument sculpté sur la roche est le prince guerrier Karabel au mont Nif dont il est écrit comme l'attribuant à "Tarkasnawa, Roi de Mira", une partie de l'ancien royaume d'Arzawa.

Le nouveau roi d'Arzawa, Tarhundaradu, en profite pour prendre le Bas-Pays hittite, puis entre en contact avec le pharaon Akhénaton, à qui il écrit deux lettres, en langue hittite, dans lesquelles il explique que le royaume hittite est sur le point de disparaître, et donc que, du fait de sa nouvelle puissance, il souhaite une alliance matrimoniale avec l'Égypte. Mais les Hittites sont loin d'avoir dit leur dernier mot : Suppiluliuma Ier rétablit la situation chez les Hittites, et remporte une victoire contre l'Arzawa. Cela ne suffit cependant pas, et le nouveau roi d'Arzawa, Utta-ziti, réussit à monter une coalition contre le Hatti, avec l'aide des Ahhiyawa. Le roi hittite Mursili II, fils de Suppiluliuma, monte alors une grande expédition, qui mettra deux ans à vaincre le royaume d'Arzawa, prenant sa capitale, Apasa, et à soumettant toutes les provinces alentour. Selon les dires de Mursili, 65 000 habitants de l'Arzawa sont déportés vers le pays hittite. Le pays d'Arzawa est alors divisé entre les anciens vassaux d'Utta-ziti, les royaumes de Hapalla, Mira-Kuwaliya, et le Pays de la rivière Seha, qui passent tous dans l'orbite hittite en signant des traités de vassalité avec Mursili. On ne sait pas exactement ce qu'il advient de l'Arzawa lui-même ; le royaume de Mira pourrait en fait avoir récupéré les régions qui en constituaient le cœur.
Devenus vassaux du royaume de Hatti, nous savons qu'un groupe de guerriers du Arzawa était présent lors de la bataille de Qadesh contre l'armée de Ramsès II.
Quelques révoltes se produisent par la suite dans l'Arzawa, notamment sous le règne de Muwatalli II, qui fait face aux ambitions des Ahhiyawa, et sous celui de Tudhaliya IV, qui réprime la révolte du royaume de la rivière Seha. La région voit dès lors s'établir certains des Peuples de la mer qui ravageront par la suite le Proche-Orient, comme les Lukka (Lyciens). La dernière mention de l'Arzawa est faite par le pharaon Ramsès III, qui rapporte la destruction du pays par les Peuples de la mer.

## Rois
- Kupanta-Kurunta (vers 1400 av. J.-C.)
- Madduwatta (en)
- Tarhoudaradou (en) (vers 1350 av. J.-C.)
- Anzapattadou (uk)
- Uhha-Ziti (mort peu après 1322 av. J.-C.)